# Absurd
Absurdul (latină absurdus; franceză absurde, lipsit de sens) 
este o categorie estetico-literară derivată din cultivarea în fertilele câmpuri ale artei cuvântului a principiului aristotelic, reductio ad absurdum, valorificând în „materie sensibilă“ sensuri „invers-logice“, încât „reversul realului“, „negativul existențial“ se constituie, de fapt, în „soluție revelatoare“ a ceea ce este „pozitiv“, și invers. 
Programatic-esteticește, absurdul se impune ca inconfundabilă dimensiune spirituală / literară către jumătatea secolului al XX-lea (literatura / teatrul absurdului), grație unor mari filosofi / scriitori ce ilustrează totodată și existențialismul, neaflând capacitatea ens-ului uman de a fi în acord / sens cu legile / canoanele societății: Edward Albee, Samuel Beckett, Albert Camus, Eugen Ionescu, Jean-Paul Sartre. 
Albert Camus ne încredințează – în celebrul său eseu, Mitul lui Sisif (1942):
E necesar să spunem de la început că, pentru ca o operă absurdă să fie cu putință, trebuie ca gândirea, sub forma sa cea mai lucidă, să-și aibă partea ei. Dar în același timp ea nu trebuie să se manifeste decât ca inteligență ordonatoare. (...) Opera de artă se naște atunci când inteligența renunță să mai emită raționamente asupra concretului. Ea înseamnă triumful cărnii. (...) Opera de artă întruchipează o dramă a inteligenței, a cărei dovadă nu o face decât indirect. Opera absurdă pretinde un artist conștient de aceste limite și o artă în care concretul nu semnifică nimic mai mult decât el însuși. (...) Opera întruchipează așadar o dramă intelectuală. Opera absurdă ilustrează gândirea ce renunță la iluziile sale și care se resemnează să nu mai fie decât o inteligență ce se folosește de aparențe, acoperind cu imagini ceea ce nu are nici o rațiune. Dacă lumea ar fi inteligibilă arta nu ar exista..
Teatrul absurdului ionescian – după cum se poate afla și din Note și contranote de Eugen Ionescu (1962) – își revendică neputința diferențierii dintre comic și tragic: «Eu n-am putut niciodată să înțeleg diferența care se face între comic și tragic. Comicul fiind intuiția absurdului, îmi pare mai disperant decât tragicul. Comicul nu oferă nici o ieșire... Spun „disperant“, dar în realitate, el este dincolo sau dincoace de disperare sau de speranță.». În teatrul absurdului se renunță la normele arhitectural-conflictuale „exterioare“, autorul arătându-se mai preocupat de „relevarea paradoxală“ a resorturilor interioare ale construcției dramatice. 
În „decaedrul“ capodoperelor absurdului au memorabilă strălucire: „Cântăreața cheală”, „Rinocerii”, Delir în doi și „Regele moare” de Eugen Ionescu, „Procesul” și „Metamorfoza” de Franz Kafka, „Așteptându-l pe Godot” de Samuel Beckett, „Ciuma” de Albert Camus, „Diavolul și bunul Dumnezeu”, „Muștele” și „Târfa în respect” de Jean-Paul Sartre.